# 松下宗一郎
松下 宗一郎（まつした そういちろう、196?年 - ）は、日本の工学者。東京工科大学コンピュータサイエンス学部教授。専門分野は、集積回路システム工学およびコンピューターエンターテインメント。博士（工学）。

## 略歴
- 1988年　東京大学工学部電気工学科卒業。
- 1993年　東京大学大学院工学系研究科電子工学専攻博士課程修了。株式会社東芝ULSI第一研究所システムLSI部門入所。
- 2001年　東洋大学工学部講師。
- 2002年　東洋大学工学部助教授。
- 2005年　東洋大学大学院機能システム専攻に就任。
- 2007年　東洋大学大学院情報システム専攻に就任。
- 2008年　東京工科大学コンピュータサイエンス学部教授。

## 来歴
- 東芝在籍中に、家庭用エンターテイメント機（PlayStation 2、PSX）のコンピュータグラフィックス用超高速演算回路の基本設計を行う。
- 東芝在籍中に、「カラダの動きが音になるヘッドフォン型コンピューター[1]」を製作した。

## 人物
- 英語教育方法の研究や映像作品鑑賞、ゲームコントローラのボタン連打が趣味である[2]。
- 第一級無線通信士、第一級無線技術士、基本情報技術者 、ソフトウェア開発技術者、TESOLの各資格を保持している[2]。